# Atlantic Council
L'Atlantic Council est un think tank américain spécialisé dans les relations internationales. Il constitue un forum pour des leaders internationaux dans les domaines politiques, d'affaires et intellectuels. Il gère dix centres régionaux et des programmes fonctionnels liés à la sécurité internationale et la prospérité économique mondiale. 
Fondé en 1961, il est basé à Washington et son dirigeant est Jon Huntsman, Jr.. Il est membre de l'Atlantic Treaty Association (en) (ATA).

## Histoire
L'Atlantic Council a été fondé en 1961 avec la mission d'encourager la coopération entre l'Amérique du Nord et l'Europe qui a commencé après la Seconde Guerre mondiale. Au cours de ses premières années, son travail consistait essentiellement à publier des documents d'orientation et à interroger les Européens et les Américains sur leurs attitudes à l'égard de la coopération transatlantique et internationale. Au cours de ces premières années, l'accent a été mis sur les questions économiques – principalement en encourageant le libre-échange entre les deux continents et, dans une moindre mesure, avec le reste du monde – ainsi que sur les questions politiques et environnementales.
Bien qu'il ait publié des documents d'orientation et des monographies, Melvin Small de l'Université Wayne State a écrit que, surtout dans ses premières années, la véritable force du Conseil réside dans ses liens avec les décideurs influents. Celui-ci a rapidement trouvé un créneau en tant que «centre pour des réunions informelles» de dirigeants des deux côtés de l'Atlantique, avec des membres travaillant pour développer des « réseaux de communication continue ».
Le Conseil de l'Atlantique travaille aussi en dehors de l'Europe et des États-Unis. Le Conseil de l'Atlantique a été l'une des premières organisations à préconiser une présence accrue du Japon dans la communauté internationale et, ces dernières années, il s'est davantage concentré sur l'ouverture de son Centre Asie-Asie et de son programme sur l'Asie. Ses programmes asiatiques se sont développés ces dernières années en raison de la guerre en Afghanistan et du nouveau défi de coordination avec l'Inde et la Chine sur les efforts de lutte contre le changement climatique.
En février 2009, James L. Jones, alors président du Conseil de l'Atlantique, a démissionné pour devenir le nouveau conseiller national de sécurité du président Obama et a été remplacé par le sénateur Chuck Hagel. En outre, d'autres membres du Conseil sont également allés servir l'administration: Susan Rice comme ambassadrice à l'ONU, Richard Holbrooke comme Représentant spécial en Afghanistan et au Pakistan, le Général Eric K. Shinseki comme Secrétaire des Anciens Combattants, et Anne-Marie Slaughter comme Directeur de la planification des politiques au Département d'État. Quatre ans plus tard, Hagel a démissionné pour servir comme secrétaire américain à la Défense. Le général Brent Scowcroft a occupé le poste de président intérimaire du conseil d'administration de l'organisation jusqu'en janvier 2014, lorsqu'il était ancien ambassadeur en Chine et gouverneur de l'Utah Jon Huntsman, Jr. a été nommé.
L'ancien secrétaire général de l'OTAN, Anders Fogh Rasmussen, a qualifié le Conseil de « groupe de réflexion prééminent » avec une « réputation de longue date », et l'ancien sénateur américain Richard Lugar (R-IN) a noté que le Conseil « est tenu en haute estime au sein de la communauté atlantique ».
En septembre 2014, le Conseil atlantique a embauché Dave Anthony, directeur de la série Call of Duty: Black Ops, en tant que membre principal non résident.
En 2017, Tom Bossert (en), auparavant chercheur en cybersécurité à l'Initiative de Cybersécurité de l'Atlantic Council, a été nommé conseiller à la sécurité intérieure de l'administration Trump.

## Ligne politique
L'Atlantic Council est, depuis sa création, une institution non partisane, avec des membres « issus des ailes internationalistes modérées des deux partis ». Malgré ses liens, le Conseil est indépendant par charte du gouvernement américain et de l'OTAN. 

## Événements
Le Conseil de l'Atlantique crée un lieu de rencontre pour les chefs d'État, les chefs militaires et les dirigeants internationaux des deux côtés de l'Atlantique. Récemment, le Conseil a accueilli le premier grand discours des États-Unis de l'ancien Secrétaire général de l'OTAN, Anders Fogh Rasmussen, au cours duquel il a discuté de questions telles que l'Afghanistan, la Russie et les relations transatlantiques plus larges. Des membres du Congrès des États-Unis ont également comparu, y compris le sénateur Richard Lugar et le secrétaire d'État John Kerry. Le Conseil accueille des événements avec des chefs d'État et de gouvernement, dont l'ancien président géorgien Mikheil Saakachvili, le premier ministre ukrainien Arseniy Yatsenyuk et l'ancien président letton Vaira Vīķe-Freiberga.
Le Conseil a également accueilli des chefs militaires des deux côtés de l'Atlantique. Depuis janvier 2007, le Centre Brent Scowcroft sur la sécurité internationale organise des événements périodiques connus sous le nom de "Commanders Series", où il invite les chefs militaires des États-Unis et d'Europe à parler des conflits d'intérêts dans la communauté atlantique. Dans le cadre des Commanders Series, des chefs militaires américains comme l'ancien général George Casey et l'ancien amiral Timothy Keating et des leaders européens comme l'ancien chef de la défense française Jean-Louis Georgelin et le lieutenant Général Ton van Loon (en) ont parlé de questions telles que l'Irak, l'Afghanistan et les menaces à la sécurité en Asie et en Afrique.
Ses événements annuels comprennent les Distinguished Leadership Awards à Washington, DC; le Future Leaders Summit (Sommet des Nouveaux Leaders), le Global Citizen Awards à New York; les Freedom Awards à Wroclaw, en Pologne; et le Sommet sur l'énergie et l'économie de l'Atlantic Council à Istanbul, en Turquie.

## Programmes et centres
Lancé au sommet de Bucarest en 2008, le Réseau des jeunes atlantistes (Young Atlanticist Network) à rassemblé une communauté de leaders émergents qui partagent une vision de coopération euro-atlantique plus étroite fondée sur des valeurs communes. Grâce à des outils en ligne et des événements réguliers, ce réseau sert de forum pour un dialogue ouvert entre les jeunes atlantistes afin qu'ils puissent échanger leurs points de vue sur un éventail de questions internationales. En tant que lieu de rencontre, le réseau permet aux dirigeants mondiaux de s'adresser à la prochaine génération et de partager leur point de vue sur les problèmes actuels.
Le Young Atlanticist Network gère également le Future Leaders Summit. Le Conseil a accueilli ce sommet en 2014 en marge du sommet de l'OTAN 2014 au pays de Galles. Ce Sommet des Futurs Leaders a réuni les leaders émergents des pays membres de l'OTAN, les dirigeants actuels de l'Alliance, et représentants de la sphère de la sécurité internationale.
Le Programme sur les Relations Transatlantiques encourage le dialogue sur les principaux problèmes qui affecteront l'évolution de la relation transatlantique. Il estime qu'une relation transatlantique saine est une condition préalable essentielle à un système international plus fort. Le Conseil cherche à identifier les domaines de coopération potentielle et à construire les réseaux personnels et la compréhension mutuelle qui forment la base d'un partenariat efficace.
Le Centre Brent Scowcroft sur la sécurité internationale du Conseil examine les relations des États-Unis avec leurs alliés et leurs adversaires dans le but de parvenir à un consensus sur des politiques qui contribuent à un monde plus stable, plus sûr et mieux gouverné.
Le Global Business and Economics Program vise à renforcer et consolider l'intégration économique déjà profonde entre l'Europe et les États-Unis et à promouvoir le leadership transatlantique dans l'économie mondiale. Réunissant des chefs d'entreprise, des décideurs gouvernementaux et des experts économiques, le programme explore les questions transatlantiques et mondiales d'importance pour les milieux d'affaires américain et européen.
Sous la direction de Shuja Nawaz, le Centre Asie du Sud est le point focal du Conseil de l'Atlantique pour l'Afghanistan, le Pakistan, l'Inde, le Bangladesh, le Sri Lanka, le Népal et le Bhoutan, ainsi que pour les relations entre la Chine, l'Asie centrale et l'Iran. Le monde arabe, l'Europe et les États-Unis Dans le cadre du programme Asie du Conseil, le Centre cherche à promouvoir des partenariats avec des institutions clés de la région pour devenir un forum de dialogue entre les décideurs d'Asie du Sud, des États-Unis et de l'OTAN. Ces délibérations portent sur la sécurité interne et externe, la gouvernance, le commerce, le développement économique, l'éducation et d'autres questions.
Le programme Énergie et environnement explore les aspects économiques et politiques de la sécurité et de l'approvisionnement énergétiques, ainsi que les questions environnementales internationales. Il favorise l'accès libre et l'air pur et propose des recommandations politiques pour répondre aux besoins des pays en développement en augmentant les capitaux, la technologie et le savoir-faire dans les secteurs de l'énergie et de l'approvisionnement en eau.
Le Centre Dinu Patriciu Eurasia du Conseil de l'Atlantique favorise le dialogue entre les dirigeants régionaux, ainsi qu'avec les homologues des principaux voisins et des dirigeants mondiaux. Combinant une compréhension de l'histoire de l'Eurasie et une connaissance de la politique, de l'économie et de l'énergie, le Centre fournit des recherches et des conseils aux gouvernements et aux entreprises. Il vise à promouvoir un programme de coopération et d'intégration régionales fondé sur des valeurs communes et un intérêt commun pour un avenir libre, prospère et pacifique.
Le Centre Afrique a été créé en septembre 2009 avec pour mission de transformer les approches politiques américaines et européennes en Afrique en mettant l'accent sur l'établissement de solides partenariats géopolitiques avec les États africains et le renforcement de la croissance économique et de la prospérité du continent.
Le Centre Rafik Hariri pour le Moyen-Orient cherche à produire une analyse des forces qui transforment la région, ainsi que des recommandations politiques pour les États-Unis et l'Europe sur la manière de promouvoir des relations plus étroites et productives avec la région.
Le Centre Adrienne Arsht Amérique Latine promeut un partenariat renforcé entre l'Amérique Latine, les États-Unis et l'Europe basé sur des valeurs partagées et des intérêts stratégiques communs, et engage son réseau d'entrepreneurs politiques, commerciaux et d'ONG pour développer des idées solutions aux défis régionaux et mondiaux.
Le Centre Adrienne Arsht pour la résilience est le plus récent centre du Conseil et a été créé en avril 2017. Le Centre travaille à renforcer la résilience - la capacité à se préparer, absorber et récupérer des défis potentiels - dans nos sociétés et nos systèmes. Il élabore des recommandations pragmatiques pour mettre en pratique les idées - en aidant les gouvernements, les villes, les entreprises et les autres dirigeants à identifier et à relever les défis avant qu'ils ne deviennent des crises.

## Direction
- Jon Huntsman, Jr., Président du Conseil Consultatif International de l'Atlantic Council
- Frederick Kempe, Président et PDG
- Damon Wilson, Vice-président exécutif
- John Studzinski, Vice président
- Fran Burwell, Vice Président et directeur du programme des relations transatlantiques
- Barry Pavel, Vice Président et directeur, Centre Brent Scowcroft sur la sécurité intérieure
- Jason Healey, Directeur, initiative de cyber habileté politique
- Shuja Nawaz, Directeur, Centre de L'Asie du Sud
- Peter Schechter, Directeur, Centre Adrienne Arsht pour l'Amérique latine
- Rama Yade, Directeur, Centre Afrique
- John E. Herbst, Directeur, Centre Dinu Patriciu Eurasie
- David Koranyi, Directeur, Initiative Eurasiaque des Énergies Futures, Centre Dinu Patriciu Eurasie
- Maks Czuperski, Directeur, Laboratoire de recherche en criminalistique numérique

## Publications
L'Atlantic Council produit des publications et des notes d'information sur des questions de politique mondiale allant du rôle mondial de l'OTAN à la sécurité énergétique.

## Financement
Dans un article du 6 septembre 2014 sur les financements étrangers des think tanks, le New York Times a rapporté que depuis 2008, l'Atlantic Coucil a reçu des dons de plus de vingt-cinq gouvernements à l'extérieur des États-Unis, y compris 5 millions de dollars de la Norvège. Préoccupée par le fait que les chercheurs de l'organisation pourraient secrètement essayer de faire avancer les agendas des gouvernements étrangers, une loi a été proposée en réponse au rapport du New York Times exigeant la divulgation complète des témoins qui témoignent devant le Congrès. En 2015 et 2016, les trois grands donateurs (chacun donnant un million de dollars ou plus) étaient Adrienne Arsht, Bahaa Hariri et les Émirats arabes unis.
Dans un article du 10 septembre 2014, le juriste David Post, tout en reconnaissant ses propres liens avec un think tank, a relativisé la portée des faits mentionnés par le New York Times, mais sans entrer dans le cas particulier de l'Atlantic Council.